# James George Frazer
Sir James George Frazer OM FRS FRSE FBA (/ˈfreɪzər/ˈ) (Glasgow, 1854. január 1. – Cambridge, 1941. május 7.) skót kulturális antropológus és néprajzkutató, a modern mitológiakutatás és az összehasonlító vallástudomány korai szakaszának nagy hatású alakja.
A leghíresebb munkája, Az Aranyág (1890), a mágikus és vallásos hitek hasonlatosságait dokumentálja, részletezi, a világ minden tájáról. Frazer feltételezte, hogy az emberi hit három szakaszon haladt keresztül: a primitív mágiát a vallás váltotta fel, aminek a helyébe pedig a tudomány lépett.

## Magánélete
Glasgow-ban, Skóciában született, apja Daniel F. Frazer, vegyész, anyja Katherine Brown.
Frazer tanulmányait a helensburghi Larchfield Academy és a Springfield Academy középfokú oktatási intézményekben folytatta. Utánuk a Glasgow-i Egyetemen, valamint a Cambridge-i Egyetemen, a Trinity College-ban tanult, ahol kitüntetéssel szerezte meg klasszika diplomáját (disszertációját évekkel később Platón Idea Elméletének Növekedése címmel publikálta). Egész életében foglalkozott a klasszikával. A Trinity után a Middle Temple jogi kollégiumban tanult, de sosem praktizált.
Négyszer ítélték neki a Title Alpha ösztöndíját, élete jelentős részében az iskola tagja volt, egy évet kivéve, 1907–1908 közt, amit a Liverpooli Egyetemen töltött. 1914-ben lovaggá ütötték, és 1921-ben egy nyilvános kulturális antropológia előadás-sorozatot indítottak a tiszteletére a cambridge-i, oxfordi, glasgow-i, liverpooli egyetemeken. 1930-tól ha nem is vak, de súlyosan gyengénlátó volt. Feleségével, Lillyvel Cambridge-ben haltak meg néhány órával egymást követően.[forrás?] Az Ascension Parish temetőben Cambridge-ben, Angliában vannak eltemetve.
Feleségével, Elizabeth Grove-val, akinek családja Elzászból származott, 1896-ban házasodtak össze. Frazer Az Aranyág című művét felesége később gyermekeknek készült mesekönyvvé dolgozta át.
A húga, Isabella Katherine Frazer John Steggall matematikushoz ment hozzá.
Frazert gyakran hívják ateistának, mivel Az Aranyágban kritizálja a kereszténységet, elsősorban a római katolicizmust. Azonban későbbi művei és kiadatlan írásai egy ellentmondásos kapcsolatra mutatnak a hermetizmussal és újplatonizmussal.

## Munkássága
A mítosz és vallás tanulmányozása lett a szakterülete. Olasz- és görögországi látogatásokon kívül Frazer nem utazott gyakran. Elsődleges adatforrásai ősi történetek voltak, valamint olyan kérdőívek, amiket misszionáriusok és birodalmi tisztségviselők postáztak neki a világ minden tájáról. Frazer kulturális antropológia iránti érdeklődését E. B. Tylor a Primitív Kultúra (1871) c. művének olvasása keltette fel, valamint bibliatudós barátja William Robertson Smith bátorította, aki az Ótestamentum elemeit hasonlította össze a héber folklórral.
Frazer volt az első tudós, aki részletesen írt a mítoszok és rítusok közti kapcsolatról. Elképzelései az "Év-Király" éves áldozatáról nem terepi tanulmányok révén születtek. Mégis, az Aranyágat, a tanulmányát az ősi kultuszokról, rítusokról és mítoszokról, beleértve a köztük és a korai kereszténység közti párhuzamokat, a mai napig tanulmányozzák a modern mitográfusok a részletes információi miatt.
Az első kiadás két kötetben jelent meg 1890-ben, a második már három kötetben 1900-ban. A harmadik kiadás 1915-ben készült el, tizenkét kötetre bővült, 1936-ban egy tizenharmadikkal egészült ki. 1922-ben publikált egy egykötetes rövidített változatot, amit javarészt a felesége, amiből néhány a kereszténységről szóló vitatott részt kihagytak. A munka hatása jóval túlmutatott az akadémia határain, pszichológusok és pszichiáterek újabb munkáit is inspirálta. Sigmund Freud, a pszichoanalízis megalapozója gyakran idézte Frazer műveit a saját Totem és Tabu című művében.
Az élet, halál és újjászületés szimbolikus ciklusa, amit Frazer sok nép mítoszai mögött lapulni vélt, művészek és költők egész generációját ragadta magával. Ezen lenyűgözöttség legismertebb példája talán T. S. Eliot Átokföldje (1922) c. verse.
Frazer úttörő munkáját a késő 20. századi tudósok kritikával illették. Például, az 1980-as években Edmund Leach kritikai cikksorozatot írt, aminek egyik darabja az Anthropology Today, vol. 1. (1985) folyóirat vezércikke volt. Az Aranyágat az egymástól jelentősen elhatárolt kultúrák átfogó összehasonlítása miatt kritizálta, de megjegyzéseit gyakran a rövidített kiadásra alapozta, ami nem tartalmazza az alátámasztó archeológiai részleteket. Egy a cultus szerepére Hettita Nerik városában összpontosító könyvről szóló pozitív kritikában, 1973-ban, J. D. Hawkins helyeslően jegyezte meg: „Az egész munka nagyon metodikus, és szorosan követi az egészében idézett dokumentáris bizonyítékokat, olyan formában, ami ismeretlen lett volna a kései Sir James Frazer számára.” Utólag Az Aranyágat bizonyos mértékben imperialistának és katolikus-ellenesnek nevezték, amelyben rasszizmus és klasszizmus fedezhető fel, mivel Frazer azt írta, hogy az európai szegény földművesek, az ausztrál őslakosok és az afrikaiak a kulturális fejlődés korai szakaszainak maradványait képviselik.
Frazer egy másik fontos műve egy hatkötetes kommentár az ókori görög utazó, Pauszaniasz i. sz. 2. századi Görögországról készült leírásához. Az ő kora óta az archeológiai ásatások jelentősen bővítették az ókori Görögországról szóló tudásállományt, a tudósok számára mégis jelentős értéket képviselnek mind a mai napig a különféle részletes történelmi és topográfiai értekezések és a szemtanúi beszámolói a 19. század végéről.[forrás?]

### Vallási és kultúraevolúciós elmélete
Frazer Aranyágának harmadik kiadásának egyik legfontosabb eleme a kulturális evolúcióról szóló elmélete és azon belül is az, ahol a varázslat és vallás témáját taglalja. Frazer elmélete a kulturális evolúcióról nem volt abszolút (akár vissza is fordulhatott), de be körül akart írni három (esetleg négy) fázist, amelyeken a kultúrák elvben sorban áthaladnak. Frazer azt vallotta, hogy idővel a kultúrák három időszakon esnek át: mágiáról vallásra váltanak, majd azt a tudomány váltja fel. Frazer változata eltért a korábbi kulturális evolúciós elméletektől, köztük Auguste Comte elméleteitől, mivel úgy gondolta, hogy a vallás különáll a mágiától, és törvényszerűen megelőzi azt. ezek mellett elkülönítette a mágiát a természetfelettiben való hittől és a babonától, ami a varázslat egy ellentoldásos definícióját eredményezte.
Frazer hitte, hogy a mágia és a tudomány hasonlóak, mivel mindkettő a kísérletezésre és a gyakorlatiasságra helyez hangsúlyt, viszont ez a meghatározás annyira tág, hogy szerinte minden megcáfolt tudományos hipotézis gyakorlatilag varázslatot jelent. A mágiával és tudománnyal szemben Frazer a vallást személyes, természetfeletti erőkben való hitként és azok kielégítésére való kísérlettevésként definiálta. Vallástörténész Jason Josephson-Storm szerint Frazer úgy látta a vallást, mint „egy ideiglenes kitérést az emberi gondolkodásmód fejlődésének pályáján”. És végül szekularizációt javasol és a társadalom vallásból való kiábrándulásáról ír.
Ugyanakkor Frazer tisztában volt vele, hogy a mágia és a vallás is fennmaradhat vagy akár visszatérhet. Megjegyezte, hogy a mágia néha visszatér, hogy tudományossá váljon, min ahogy az alkímia is visszatért Európába az újkor kezdetén és idővel a kémiává fejlődött. Másrészről pedig Frazer mély szorongást mutatott a tömegeket felhatalmazó mágiában való hit elterjedésével kapcsolatban, ami az alsóbb osztályokkal kapcsolatos félelemre és ellenük való elfogultságra mutatnak.

### A halál eredettörténetei
Frazer történeteket gyűjtött a Brit Birodalom számos részéről és három csoportra osztotta a halál eredetével kapcsolatos mítoszokat:

#### A két hírnök története
Afrikában gyakori történettípus. Két hírnök visz üzenetet az emberiségnek a legfőbb lénytől, egyet életről és egyet halálról. Az életről küldött üzenetet hordozó hírnök késik, ezért a halál üzenete érkezik meg hamarabb az emberiségnek.
Az afrikai bantu népek, mint a zulu hite szerint Unkulunkulu, a teremtő üzenetet küldött, hogy az embereknek nem kellene meghalniuk és azt az üzenetet a kaméleonnak adta. A kaméleon lassú és ráérős volt, szakított időt bőven evésre és pihenésre. Unkulunkulu közben meggondolta magát és a gyíknak adott egy üzenetet a halálról, aki gyorsan utazott és utolérte a kaméleont. Így a gyík érkezett meg hamarabb, ami miatt az emberek sorsa a halál. Ezért bizonyos bantu kultúrákban, mint a ngoni népek esetén elfogadott dolog a gyíkok és kaméleonok megbüntetése. Például gyerekek dohányt tehetnek kaméleonok szájába, amitől az állat nikotinmérgezést kap és elpusztul.
A történet más változatai felfedezhetőek Afrika más tájain. A kenyai kamba hit szerint a hírnökök kaméleon és rozsdásrigó, míg az asantik szerint kecske és birka voltak.
Az észak-nigériai bura népmese szerint kezdetben sem betegség, sem halál nem léteztek, míg egy nap egy férfi megbetegedett és meghalt. Az emberek elküldték a kukacot az Égistenhez, hogy megkérdezze mi a teendő. A kukac elment és azt az utasítást kapta, hogy hogy az embereknek fel kell akasztaniuk a holttestet egy fa villájába, és addig kell pépet dobni rá, amíg az életre nem kel. Azonban a rosszindulatú agáma gyík, Agadzagadza a kukac elé sietett és azt mondta az embereknek, hogy bugyolálják be a holttestet és temessék el. Az emberek így is tettek és amikor megérkezett a kukac ő megmondta nekik, hogy ássák ki a testet és tegyenek úgy, mint ahogy azt az Égisten utasította, de az emberek túl lusták voltak azt megtenni, így a halál megmaradt a Földön.
A togói mese hasonló a bura történethez, csak ott a hírnökök kutya és béka voltak.

#### A növekvő és fogyó Hold története
A Hold rendszeres eltűnése és újbóli megjelenése bizonyos kultúrákban párhuzamot jelentett a halál és az újjáéledés között. A Holddal kapcsolatos, a halál eredetéről szóló történetek elsősorban Óceániára jellemzőek. A fidzsi-szigeteki mesében a Hold buzdította az embereket, hogy ők is éledjenek újjá, mint ahogy ő teszi, de Ra Kavalo, a patkányisten nem engedte, ragaszkodva hozzá, hogy az emberek meghaljanak, mint a patkányok. A votdzsobaluk népek szerint a Hold feltámasztotta magával a holtakat egészen addig, amíg egy öregember meg nem mondta, hogy hagyja abba.
A délkelet-ázsiai kampa népnél a jószerencse istennője támasztotta fel a holtakat, míg aztán az égisten száműzte őt a Holdra, hogy ne tehesse többé.

#### A kígyónak és levedlett bőrének története

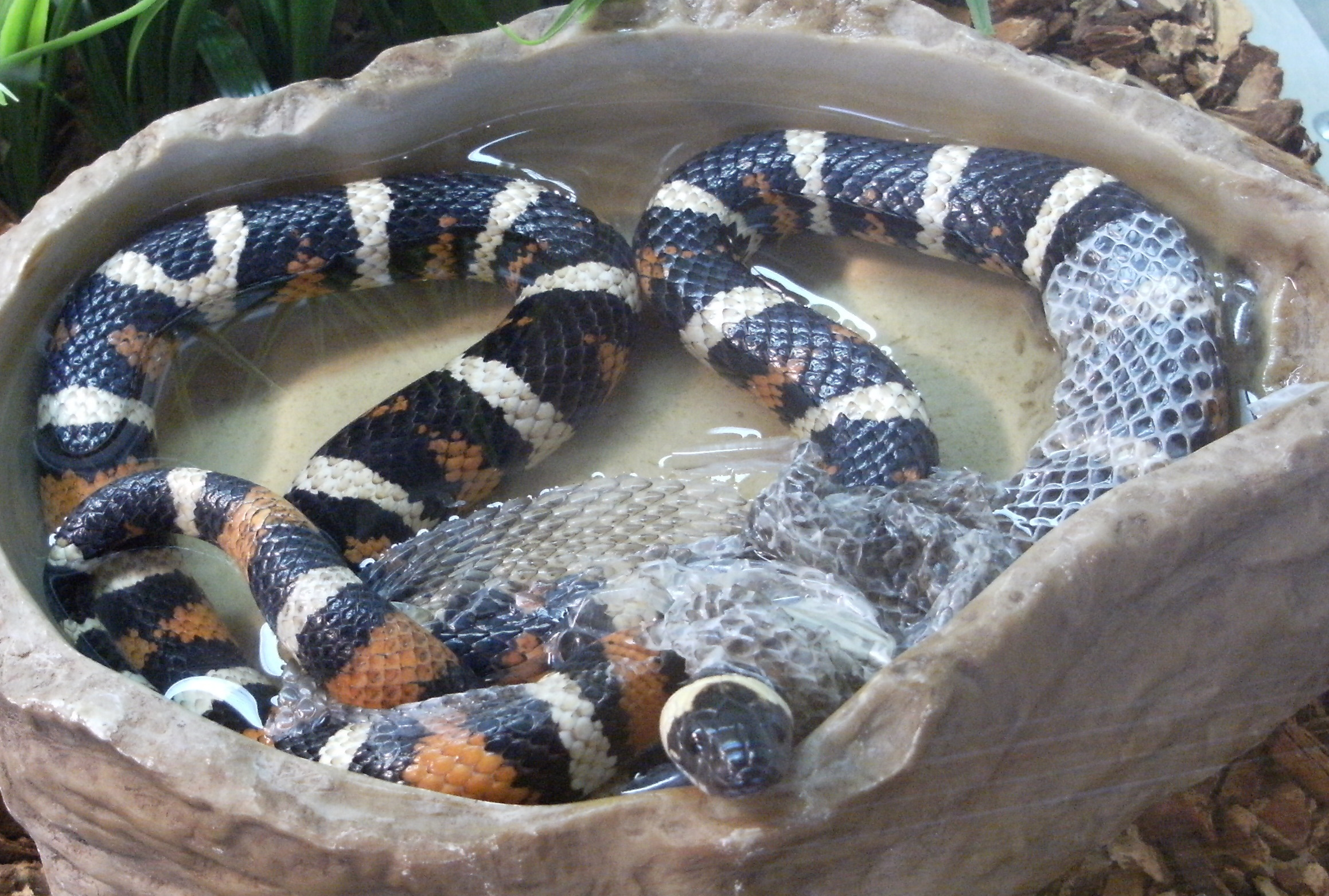
Bőrét vedlő kígyó

A bőrüket levedlő állatok, mint a kígyók vagy gyíkok néhány népcsoport számára örök-életűnek tűntek. Ez a hit olyan történetekhez vezetett, amelyben az emberek is képesek voltak erre, csak elvesztették ezt a képességük.
Vietnámban azt mondták, hogy a Jáde császár üzenetet küldött a mennyekből az emberiségnek, hogy amikor megöregednek, vessék le régi bőrüket, míg a kígyók meghalnak és eltemetik őket. Néhány kígyó meghallotta a parancsot és megfenyegették a hírnököt, hogy megmarják, ha nem cseréli meg az üzeneteket úgy, hogy az emberek haljanak meg és a kígyók vessék le bőrüket.
Az indonéziai Nias-sziget őslakosainál a történet úgy szólt, hogy a hírnök, aki az embereket készítette el rosszul böjtölt, és banánt evett rák helyett, pedig ha rákot evett volna, az emberek is vedlenének és örökké élnének, mint a rákot.

#### A banán története
A banán gyümölcs olyan száron terem, amely elhal termés után. Ebből ered a nias-szigeti őslakosok hite, miszerint a banán rövid-éltűségét örökölték a rák örök-életűsége helyett. Poso szigetének őslakosai is a banánnövény ezen tulajdonsága alapján hozták létre mítoszuk. Ott az égi teremtő ajándékokat eresztett le egy kötélen az első párnak. Egy nap egy követ eresztett le a párnak, akik nem fogadták el, mert tudták mit kezdjenek egy kővel. Utána egy banánt eresztett le a kötélen, amit a pár jóízűen elfogyasztott. Ekkor a teremtő megmondta nekik, hogy akkor éljenek úgy, mint a banán, pusztuljanak el gyermekvállalás után, és nem úgy, mint a kő, amely örök.

## Kritika
Timothy Larsen történész szerint Frazer tudományos kifejezések használatával írta le a rítusokat, és összevonta a mágiát és a tudományt, például a „tudomány varázspálcájának” leírásakor. Larsen azzal kritizálja Frazert, hogy a mágikus rítusokat hibásan csalhatatlannak és biztosnak írja le anélkül, hogy tisztázná hogy csak a rítus hívői hiszik úgy. Larsen szerint Frazer eleven leírásai a rítusokról az olvasó taszítására íródtak, de helyette ezek a leírások gyakran csábítóan hatnak az olvasóra.
Larsen azzal is bírálja Frazert, hogy európai keresztény elveket, teológiát és szóhasználatot alkalmaz nem keresztény kultúrák leírására, ezzel torzítva a kultúra leírását, mert keresztényebbé teszi azokat. Frazer gyakran hozott párhuzamot keresztény és nem keresztény vallási figurák között. Gyakran használt zsidó-keresztény kifejezéseket vallási szerepekre, például a kelet-afrikai ndzsamuk vénjeit megfeleltette Izrael levitáival, a Dalai Lámát a buddhista pápának hívta, a megtestesült istennek, valamint a jó pásztornak (mindkettő Jézusra használatos). Sokszor használt keresztény teológiai kifejezéseket, mint az „újjászületés”, a „megkeresztelkedés”, a „keresztség„ a „szentség” vagy a „tisztátalanság”, amikor nem keresztény kultúrákról ír.
Amikor Frazer ausztrál kollégája, Walter Baldwin Spencer megkérte, hogy használjon helyi szóhasználatot egy kultúra leírására, mivel úgy pontosabb lenne hiszen a keresztény kifejezéseknek más hátterük van és teljesen idegenek a leírt kultúra számára, Frazer ragaszkodott hozzá, hogy nyugati kifejezéséket használjon, mert szerinte a helyi kifejezések tudálékosnak hatnának. Egy évvel később Frazer azért kritizálta Spencert, mert nem volt hajlandó egyenlőséget tenni az ausztrál őslakosok totemjei elidegenülésének hiánya és a keresztény megbékélés-tan között. Spencer, aki személyesen is tanulmányozta az őslakos kultúrákat, úgy vélte, hogy a kettő még csak nem is hasonlít egymásra, míg Frazer ragaszkodott hozzá, hogy teljesen ugyanolyanok és egymásnak megfeleltethetőek.
Larsen arra a következtetésre jut, hogy az zsidó-keresztény kifejezések szándékos használata Frazer részéről nem azért történt, hogy az őslakos kultúrákat kevésbé furcsának állítsa be, hanem hogy a kereszténységet állítsa be furcsábbá ás barbárabbá.

## Magyarul
- Frazer, James G. Az aranyág ford.: Bodrogi Tibor, Bónis György:. Budapest: Gondolat Kiadó (1965)[15]
- Frazer, James G.szerk.: Fejős Zoltán: Az aranyág, Bodrogi Tibor utószavával, 2. jav. kiad. ford.: Bodrogi Tibor, Bónis György:, Budapest: Századvég (1998). ISBN 963-379-453-6[16]
- Frazer, James G. Az aranyág, 3. jav. kiad., Osiris társadalomtudományi könyvtár ford.: Bodrogi Tibor, Bónis György:, Budapest: Osiris Kiadó (2019. április 24.). ISBN 9789632763255[17]

## Fordítás
- Ez a szócikk részben vagy egészben  a   James George Frazer című angol Wikipédia-szócikk ezen változatának fordításán alapul.  Az eredeti cikk szerkesztőit annak laptörténete sorolja fel. Ez a jelzés csupán a megfogalmazás eredetét és a szerzői jogokat jelzi, nem szolgál a cikkben szereplő információk forrásmegjelöléseként.